# Yeh Hai Jalwa
Yeh Hai Jalwa è un film del 2002 diretto da David Dhawan.